# Гребля Ваді-Адауніб
Гребля Ваді-Адауніб (Wadi Adawnib) — комплекс інженерних споруд на півдні Оману, будівництво якого припало на першу половину 2020-х років. Відомий також як греблі A1b та A3a.
У 2018 році циклон Мекуну завдав великих збитків південним районам Оману. Як наслідок, розробили програму зведення споруд для захисту від повеней потужної індустріальної зони й порту міста Салала. Найбільшим об'єктом програми стало спорудження комплексу у Ваді-Адауніб, дещо менш ніж за два десятки кілометрів на захід від зазначеної зони.
Комплекс включає дві земляні греблі з асфальтовим ядром — головну висотою 68 метрів та довжиною 36 метрів і допоміжну висотою 31 метр та довжиною 403 метри. Обидві споруди мають ширину по гребеню 6 метрів. За пів кілометра від головної греблі передбачена бетонна водоскидна споруда довжиною 80 метрів.
Проєкт також передбачив спорудження бетонної водозабірної вежі заввишки 70 метрів та дериваційного кульверту довжиною понад 300 метрів.
Гребля має утримувати водосховище об'ємом 83 млн м3.
Станом на жовтень 2023-го готовність комплексу Ваді-Адауніб оцінювалась у 49 %, а його завершення планували на літо 2024 року.